# Ilhas Bounty

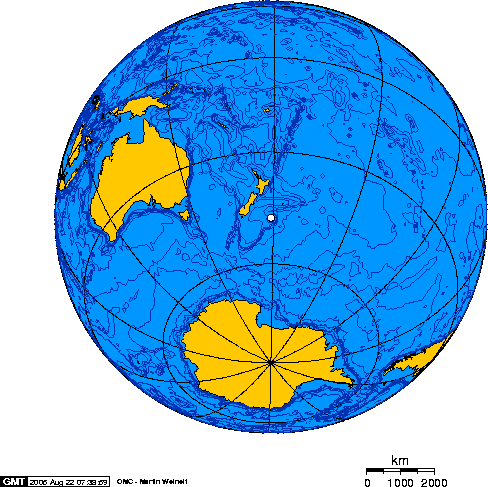
Localização das Ilha Bounty no globo terrestre

As Ilhas Bounty  são um pequeno arquipélago composto por treze ilhas e numerosas rochas, ocupando 135 hectares de área, ao sul do Oceano Pacífico. 
Politicamente, faz parte da Nova Zelândia. Estão localizadas entre os paralelos 47° 44' 35" e 47° 46' 10" S, e 179° 01' e entre os meridianos 179° 04' 20" L, a uma distância de 650 km ao sul da Nova Zelândia. 
A região é inabitada mas possui uma grande população de pinguins e albatrozes. Durante o século XIX, foi bastante frequentado por caçadores de focas.